# Große Dasselfliege
Die Große Dasselfliege oder Rinderdasselfliege (Hypoderma bovis) ist eine zu den Hautdasseln gehörende Fliegenart, die bei Rindern die Hypodermose, eine Form des Fliegenmadenbefalls (Myiasis), auslöst. Auch der Mensch und andere Säugetiere können von ihr befallen werden, allerdings kommt das nur sehr selten vor. Der Parasit ist in Europa, Asien und Nordamerika verbreitet, durch intensive Bekämpfungsmaßnahmen in der zweiten Hälfte des 20. Jahrhunderts in Europa aber selten.

## Merkmale
Die hummelähnliche Große Dasselfliege ist 13 bis 15 mm lang. Der Körper ist stark beborstet, im Vorderteil gelblich weiß, hinten schwarz. Das Abdomen weist ein schwarzes Querband auf.
Die Drittlarve ist an der Oberseite bedornt. Der Hinterrand des zweiten bis achten Körpersegments ist mit Dornenleisten besetzt. Die Platten, auf denen die trichterförmigen Atemöffnungen sitzen, sind nierenförmig. Von der Drittlarve der ebenfalls beim Rind vorkommenden Kleinen Dasselfliege unterscheidet sie sich dadurch, dass die halbmondförmigen Mundhaken sich vorn gabeln und stumpf enden und kein zurückgebogener spitzer Zahn ausgebildet ist. Ein weiteres Unterscheidungsmerkmal ist die hintere hervorragende Atemöffnung (Peritrema), deren Kanal bei der Großen Dasselfliege länger und enger ist.

## Lebenszyklus

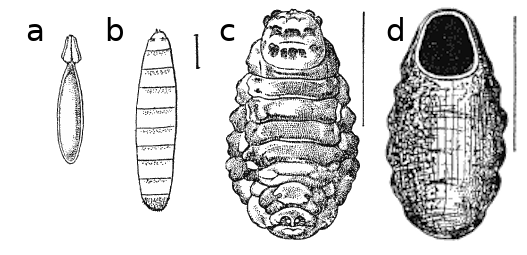
Ei, Larve von unten, reife Puppe von oben und leeres Puppengehäuse nach dem Schlupf der Großen Dasselfliege

Das Weibchen heftet seine Eier im Flug einzeln an die Haare der unteren Körperbereiche (Gliedmaßen, Bauch) des Rindes. Der Anflug der Fliegen, meist an warmen sonnigen Tagen (in Mitteleuropa Mai bis September), kann bei Rindern panikartige Fluchtbewegungen auslösen, die als „Biesen“ bezeichnet werden (‚Biesfliege‘ ist ein veralteter Name für die Dasselfliege). Ein Weibchen kann 600 bis 800 etwa 1 mm große Eier legen. Die daraus schlüpfende Larve dringt über die Haarfollikel durch die Haut und wandert entlang der Nerven in das Fettgewebe des Epiduralraums im Bereich der Brust- und Lendenwirbelsäule. Dort verweilen sie über den Winter. Die Larven wandern anschließend in die Rückenmuskulatur des Rindes, danach bohren sie sich ein Loch in die Rückenhaut und häuten sich zum zweiten und dritten Larvenstadium. Durch Entzündungsvorgänge entsteht am Sitz der Larve eine fistelnde Umfangsvermehrung, die hasel- bis walnussgroß ist und als „Dasselbeule“ bezeichnet wird. Durch die Hautspannung werden die Larven aus dieser Beule gedrückt, fallen zu Boden und verpuppen sich dort. Die tonnenförmigen, schwarzen und bedornten Puppen haben einen markanten Deckel. Nach 15 bis 65 Tagen schlüpfen die Adulten, die sich sofort paaren und nach zwei Tagen mit der Eiablage beginnen. Die Adulten leben meist nur wenige Tage, bei kühler Witterung bis zu vier Wochen. Ihr Flugradius beträgt nur wenige Kilometer. Sie haben stark reduzierte Mundwerkzeuge und nehmen keine Nahrung auf.
Selten kommen Larven der Großen Dasselfliege bei anderen Säugetieren vor, diese stellen Fehlwirte dar. Es gibt Einzelfallberichte einer Myiasis in der Mundhöhle eines Kindes, im Gehirn eines Kindes
sowie der Augen bei Menschen und Hunden.

## Forschungsgeschichte
Eine der Hypodermose vergleichbare Erkrankung wird bereits im Veterinär-Papyrus Kahun LV.2 (ca. 1830 v. Chr.) bei einem Kalb beschrieben. Im antiken Griechenland kannte man bereits den panikauslösenden Effekt (‚oistros‘) von Dasselfliegen und Bremsen bei Rinderherden. Auch im Antiken Rom waren Dasselfliegen bekannt und wurden als ‚asilus‘ bezeichnet. Der römische Dichter Vergil (70 bis 19 v. Chr.) beschrieb in seinem landwirtschaftlichen Lehrbuch Georgics eine „geflügelte Pest“, welche Rinder zu panikartiger Flucht treibt. Im 10. Jahrhundert wurde dieses Verhalten in der Landwirtschaftsenzyklopädie Geoponica ebenfalls dargestellt. Der jüdische Gelehrte Raschi beschrieb im 11. Jahrhundert die „Würmer des Fleisches“. Im 16. Jahrhundert stellte der englische Arzt und Naturforscher Thomas Muffet eine Fliege namens ostrum dar, die Rinder ‚irre macht‘.
Die erste wissenschaftliche Darstellung stammt vom italienischen Arzt Antonio Vallisneri, der für sein 1713 erschienenes Werk Esperienze, ed osservazioni intorno all’origine, sviluppi, e costumi di varj insetti auch detaillierte Zeichnungen der Adulten und Larven der Großen Dasselfliege anfertigte. René-Antoine Ferchault de Réaumur stellte 1738 im Band 4 der Mémoires pour servir à l’histoire des insectes auch den Lebenszyklus der Rinderdasselfliegen dar. Etwa zur gleichen Zeit beschäftigte sich der schwedische Naturwissenschaftler Carl von Linné mit den Hautdasseln und schuf für diese Hautparasiten mit reduzierten Mundwerkzeugen die Gattung Oestrus, in die er die Große Dasselfliege als Oestrus bovis einordnete. Die britische Entomologin Eleanor Anne Ormerod führte erstmals Schätzungen zu wirtschaftlichen Schäden durch die Rinderdasseln durch und stellte die Vermutung auf, dass die Larven die Haut des Rindes durchbohren. 1912 erarbeitete der US-amerikanische Parasitologe Brayton Howard Ransom ein Sanierungskonzept für die durch die ersten Europäer mit Rindern nach Amerika eingeschleppte Hypodermose. 1926 verfasste der US-Amerikaner Fred Corry Bishopp eine Monographie über alle Aspekte der Großen Dasselfliege.